# 奥格·瓦尔特
奥格·瓦尔特（丹麥語：Aage Walther，1897年4月21日—1961年12月5日），生于凱特明訥市鎮，丹麦男子竞技体操运动员。他曾代表丹麦获得1920年夏季奥运会体操比赛男子团体瑞典式银牌。